# Апанасенко, Максим Борисович
Максим Борисович Апанасенко (род. 12 мая 1973 года) — российский ватерполист.

## Карьера
Младший брат Дмитрия Апанасенко. В конце 1970-х семья переехала из Усолья-Сибирского в Москву, где братья начинают заниматься водным поло в «Динамо».
Бронзовый призёр чемпионата мира (1994).
Бронзовый призёр чемпионатов Европы (1991, 1997).
Чемпион России (1994, 1995, 1996), вице-чемпион России (1997), вице-чемпион СНГ (1992). Обладатель Кубка России (1995, 1996, 1997). Бронзовый призёр кубка европейских чемпионов (1999).
Мастер спорта России международного класса.